# الممر الآمن
الممر الآمن هو مصطلح يُشير إلى ممر بري يصل بين الضفة الغربية وقطاع غزة في الأراضي الفلسطينية. بدأ تداول المصطلح بعد وروده في اتفاق غزة أريحا عام 1994.

## التاريخ
بدأت الحاجة إلى وجود ممر آمن بين الضفة الغربية وقطاع غزة، بعدما حد الاحتلال الإسرائيلي من حركة الفلسطينيين بينهما خصوصًا بعد اندلاع الانتفاضة الفلسطينية الأولى. ورد الممر الآمن في المادة التاسعة من الملحق الأول التي تتبع البند العاشر في اتفاق غزة أريحا أولًا المُوقع في العاصمة المصرية القاهرة في 4 مايو 1994. تضمن النص معبرًا آمنًا بين قطاع غزة ومنطقة أريحا، ويستخدمه حصرًا سكان المنطقتين الدائمين وزوارهما من الخارج. لكن إسرائيل لم تلتزم بما اتفقت عليه.
تضمن البند التاسع والعشرين في اتفاقية طابا عام 1995 ملف الممر الآمن حيث اعتبر ممرًا آمنًا بين الضفة الغربية وقطاع غزة. لم تلتزم إسرائيل بما ورد.
تناولت مذكرة شرم الشيخ حول مفاوضات الوضع النهائي في 7 سبتمبر 1999 ملف الممر الآمن وأوجدت مسارًا شماليًا وآخر جنوبي، حيث ذكرت أنه «سيبدأ تشغيل الممر الآمن الجنوبي لحركة الأشخاص والمركبات والبضائع في الأول من تشرين أول 1999، استناداً لتفاصيل التشغيل التي سيتم الاتفاق عليها ضمن بروتوكول الممر الآمن التي سيتفق عليها بين الجانبين بما لا يتجاوز 30 أيلول 1999».
في 5 أكتوبر 1999، وقع كل من جميل الطريفي وزير الشؤون المدنية الفلسطيني وشلومو بن عمي وزير الأمن العام الإسرائيلي على «البروتوكول المتعلق بالممر الآمن بين الضفة الغربية وقطاع غزة»، والذي تضمن فتح المسار الجنوبي من الممر الآمن، والذي يمتد بين حاجز بيت حانون في محافظة شمال غزة وحاجز ترقوميا في محافظة الخليل، وباشر العمل في 18 أكتوبر 1999. في حين، خُطط لبدء العمل في المسار الشمالي من الممر الآمن وفق البروتوكول في يناير 2000 بعد الانتهاء من تجهيز الطريق. تضمن إسرائيل المرور للفلسطينيين خلال ساعات النهار فقط ويشترط الحصول على بطاقة للممر الآمن، ويُغلق في أيام الأعياد الوطنية الإسرائيلية، ولإسرائيل الحق في إيقاف العمل في الممر الآمن أو منع أحد من استخدامه. لم يُنفذ البروتوكول بالكامل نتيجة عدم التزام إسرائيل، واستمر الممر بالعمل حتى 8 أكتوبر 2000 حيث أغلقته إسرائيل نتيجة أحداث الانتفاضة الفلسطينية الثانية التي بدأت أواخر سبتمبر 2000.
تناولت صفقة القرن وجود ممر آمن بين الضفة الغربية وقطاع غزة.